# Classe Antares
A classe Antares foi um modelo de lanchas de fiscalização pequenas (LFP) ao serviço da Marinha Portuguesa, entre 1959 e 1975.
As embarcações foram encomendadas aos estaleiros ingleses James Taylor, sendo construídas com cascos de fibra de vidro Halmatic até então em uso apenas em embarcações de recreio. Foram, portanto, as primeiras embarcações de guerra do mundo com cascos de fibra de vidro a entrar ao serviço activo.
As primeiras três lanchas construídas foram enviadas para a Índia, para substituir as antigas lanchas de resgate da RAF, em madeira, que se encontravam até então ao serviço do Comando Naval da Índia Portuguesa.
Na altura da invasão da Estado Português da Índia pelas Forças Armadas da União Indiana, em dezembro de 1961, a lancha NRP Antares encontrava-se baseada em Damão, a NRP Vega em Diu e a NRP Sirius em Goa. A lancha Vega entrou em combate com caças-bombardeiros Vampire da Força Aérea Indiana, quando tentava efetuar um ataque ao cruzador INS New Delhi que bombardeava Diu, sendo afundada com a morte do seu comandante, o tenente Oliveira e Carmo, e de mais dois marinheiros. A lancha Sirius foi afundada pela própria tripulação para não cair em poder do inimigo. A lancha Antares conseguiu escapar à esquadra indiana, chegando ao Paquistão e sendo depois transportada para Portugal.
A lancha NRP Antares, juntamente com a NRP Regulus da mesma classe, recebida em 1962, foi posteriormente integrada na Esquadrilha de Lanchas do Niassa em Moçambique onde actuou na Guerra do Ultramar. Em 1970, a Regulus foi cedida à componente naval das Forças de Defesa do Malawi, no âmbito da cooperação militar portuguesa com aquele país, passando a designar-se Chibisa. A Antares manteve-se ao serviço da Marinha Portuguesa até à independência de Moçambique em 1975, altura em que foi cedida a este país.

## Unidades
| Número de Amura | Nome        | Comissão    | Desactivação                                                         |
| --------------- | ----------- | ----------- | -------------------------------------------------------------------- |
| P 360           | NRP Antares | 1959 - 1975 | Cedida a Moçambique                                                  |
| S/ número       | NRP Vega    | 1959 - 1961 | Afundada em combate em dezembro de 1961                              |
| S/ número       | NRP Sirius  | 1959 - 1961 | Auto-afundada em dezembro de 1961                                    |
| P 369           | NRP Regulus | 1962 - 1970 | Cedida às Forças de Defesa do Malawi, passando a designar-se Chibisa |